# Volcà de Santa Margarida
Volcà de Santa Margarida är en vulkan i Spanien.   Den ligger i provinsen Província de Girona och regionen Katalonien, i den östra delen av landet, 500 km öster om huvudstaden Madrid. Toppen på Volcà de Santa Margarida är 694 meter över havet. Volcà de Santa Margarida ingår i Serra de les Medes.
Terrängen runt Volcà de Santa Margarida är huvudsakligen kuperad. Runt Volcà de Santa Margarida är det ganska glesbefolkat, med 42 invånare per kvadratkilometer. Närmaste större samhälle är Olot, 6,1 km nordväst om Volcà de Santa Margarida. I omgivningarna runt Volcà de Santa Margarida växer i huvudsak blandskog.